# Eduard cel Bătrân
Eduard cel Bătrân (c. 874-7 – 17 iulie 924) a fost rege al Angliei. A devenit rege în 899 după decesul tatălui său, Alfred cel Mare. Numele de "cel Bătrân" a fost folosit pentru prima dată în secolul al X-lea și a fost utilizat de Wulfstan de Winchester în "Vita Sancti Aethelwoldi" pentru a-l distinge de regele Eduard Martirul.

## Ætheling
Eduard a fost al doilea copil supraviețuitor al lui Alfred cel Mare și a reginei Ealhswith. Nașterea lui Eduard nu a putut fi datată cu certitudine. Părinții lui s-au căsătorit în 868 iar cea mai mare soră, Æthelflæd, a fost născută curând după aceea. Este posibil ca Eduard să se fi născut în jurul anului 870, probabil între anii 874 și 877. 
În Viața Regelui Alfred, Asser raportează că Eduard a fost educat la curte, împreună cu cea mai tânără sora a sa, Ælfthryth. Sora sa era destinată de la o vârstă fragedă, pentru o viață religioasă, probabil din cauza problemelor de sănătate, iar mai târziu a devenit stareță la Shaftesbury. Cel mai tânăr frate, Æthelweard, a fost educat la școala curții, unde a învățat limba latină, ceea ce sugerează că și el a fost destinat pentru o viață religioasă. Eduard și Ælfthryth, în timp ce ei au învățat în limba engleză, au primit o educație de curte, iar Asser se referă la asumarea părții lor în preocupările din această viață, care sunt adecvate pentru nobilime.
Prima apariție în surse a lui Eduard este în 892, într-un hrisov de acordare de teren la nord de Newnton, aproape de Pewsey în Wiltshire, teritoriu acordat lui Æthelhelm, care era numit filius regis, fiul împăratului. Deși el era fiul cel mare care domnea, Eduard nu era sigur că avea să-l urmeze pe tatăl său. Până în 890, moștenitorii evidenți la tron erau verii lui Eduard, Æthelwold și Æthelhelm, fiii lui Æthelred, fratele mai mare al lui Alfred și predecesor ca rege. Æthelwold și Æthelhelm erau cu zece ani mai mare decât Eduard. Æthelhelm dispare din surse în 890. În timp ce soția lui Alfred, Ealhswith, nu fusese niciodată descrisă ca o regină și nu fusese niciodată încoronată, mama celor doi, Wulfthryth a fost numită regină.

## Succesiunea și domnia timpurie

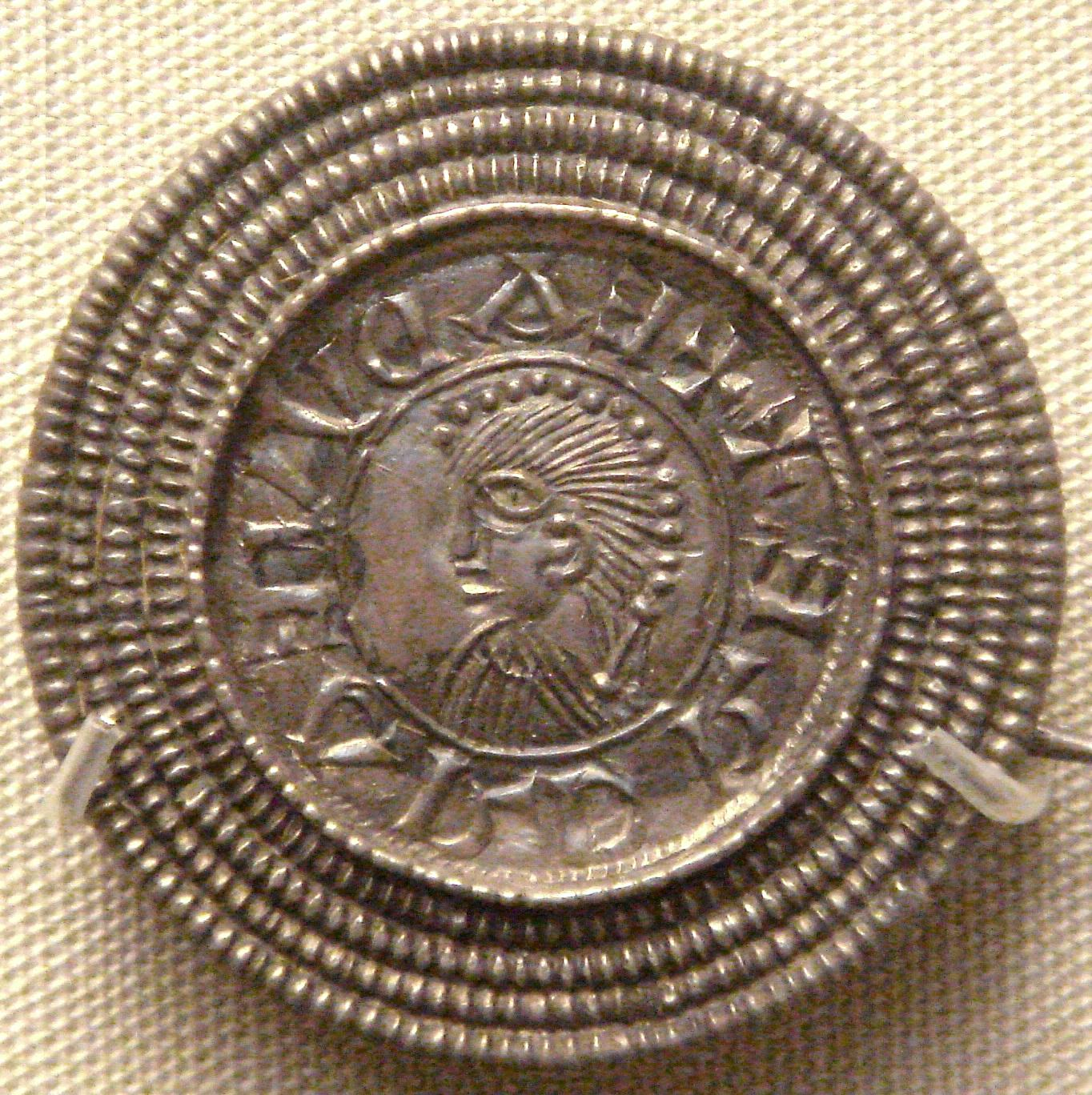
Broșă de argint imitând o monedă a lui Eduard cel Bătrân (920), găsită la Roma, Italia.

Când Alfred a murit, vărul lui Eduard, Æthelwold, fiul regelui Æthelred de Wessex, crescuse până la revendicarea tronului și începuse o revoltă. El a confiscat Wimborne din Dorset, unde tatăl său fusese îngropat, cât și Christchurch (atunci în Hampshire iar acum în Dorset). Eduard a mărșăluit până în Badbury pentru a declara război, însă Æthelwold a refuzat să plece din Wimborne. Abia atunci când Eduard a avut de gând să atace Wimborne, Æthelwold a așteptat lăsarea nopții pentru a se alătura danezilor de la Northumbria, iar Eduard a fost anunțat oficial ca rege. Acesta a fost încoronat pe 8 iunie 900, posibil la Kingston. 
În 901, Æthelwold a venit cu o flotă în Essex și i-a încurajat pe danezii din Anglia de est să i se alăture. În anul următor, el a atacat Mercia engleză și nordul Wessexului. Eduard s-a răzbunat prin distrugerea estului Angliei, însă când s-a retras în sud, populația din Kent nu au vrut să-i asculte ordinele de retragere, astfel a fost interceptat de armata daneză. Cele două armate s-au întâlnit în Bătălia de la Holme la 13 decembrie 902. Potrivit cronicii anglo-saxone, danezii au păstrat locul de sacrificare dar au suferit pierderi grele, inclusiv Æthelwold și regele Eohric, în estul Angliei.
Relațiile cu nordul s-au dovedit problematice pentru Eduard. Cronica anglo-saxonă menționează că a făcut pace cu anglicanii de est și cu danezii din Northumbria, din necesitate. Există o mențiune cu privire la redobândirea Chesterului în 907, care poate fi un indiciu că orașul a fost luat prin luptă.
În 909, Eduard a trimis o armată pentru a hărțui regiunea Northumbria. În anul următor, oamenii din Northumbria s-au răzbunat prin atacarea Merciei, însă au fost întâmpinați de armata din Mercia și Saxonia de vest în Bătălia de la Tettenhall, unde danezii au fost distruși. Din acel moment, aceștia nu mai aveau să meargă la sud de râul Humber.
Eduard a început construirea unor cetăți la Hertford, Witham și Bridgnorth. Această serie de cetăți au păstrat danezii la distanță. Au fost construite și alte forturi la Tamworth, Stafford, Eddisbury și Warwick. 

## Realizări
Eduard a extins controlul Wessexului asupra întregii Merciei, Angliei de est și Essexului, cucerind terenuri ocupate de danezi și a adus autonomia reziduală a Merciei în 918, după moartea surorii sale, Æthelflæd. Fiica ei, Ælfwynn, a fost numită succesoarea mamei sale însă Eduard a detronat-o, aducând Mercia sub controlul său direct. El a anexat orașele Londra și Oxford cât și terenurile din jurul Oxfordului și Middlesex în 911. Prima jumătate a secolului al X-lea a fost critic în dezvoltarea comitatului ca unitate administrativă principală în Anglia, iar Eduard a fost responsabil pentru Shiring Mercia și estul Danelaw. În 918, toți danezii din sudul Humberului i s-au supus. Până la sfârșitul domniei sale, nordicii, scoțienii și galezii l-au recunoscut ca pe tată și domn al țării'. Această recunoaștere de suzeranitate a lui Eduard în Scoția a condus la pretențiile succesorilor săi de suzeranitate asupra acelui teritoriu.
Eduard a reorganizat Biserica din Wessex, a creat noi episcopii la Ramsbury și Sonning, Țara Galilor și Crediton. În ciuda acestui fapt, există puține indicii că Eduard a fost o persoană religioasă. 
A murit conducând o armată împotriva unei revolte Galeze-Merciane, la 17 iulie 924, la Farndon-La-Dee, și a fost îngropat la Winchester, Hampshire. 

## Familia
Eduard a avut patru frați, inclusiv Æthelflæd, Lady de Mercia și Ælfthryth, Contesa de Flandra. 
Regele Eduard a avut aproximativ 14 copii din trei căsătorii (sau potrivit unor surse, dintr-o relație extraconjugală și două căsătorii). Eduard s-a căsătorit prima dată cu Ecgwynn în jurul anului 893. Copii lor au fost:
- Athelstan (893 – 939)
- O fiică care s-a căsătorit cu Sihtric Cáech, regele Viking din York

În 899, Eduard s-a căsătorit cu Ælfflæd, fiica lui Æthelhelm. Copii lor au fost:
- Eadgifu (902 – dupa 955), s-a căsătorit cu Carol al III-lea al Franței
- Ælfweard de Wessex (904–924), care a murit la 16 zile după moartea tatălui său
- Eadgyth (910–946), s-a căsătorit cu Otto I al Sfântului Imperiu Roman
- Eadhild, s-a căsătorit cu Hugh cel Mare, Ducele Francilor și Conte de Paris
- Ælfgifu, s-a căsătorit cu un prinț de lângă Apli, posibil să fi fost Conrad de Burgundia, Boleslav al II-lea de Boemia sau Boleslav I, Duce de Boemia
- Eadflæd, a devenit măicuță
- Edwin de Wessex

Eduar s-a căsătorit pentru a treia oară în jurul anului 919, cu Eadgrifu, fiica lui Sigehelm. Au avut următorii copii:
- Edmund I al Angliei (922–946)
- Eadred (a murit in 955)
- Eadburh de Winchester (a murit in 955)
- Eadgifu, s-a căsătorit cu Ludovic, Prinț de Aquitania, a căruit identitate e disputată